# Iulus microporus
Iulus microporus är en mångfotingart som beskrevs av Carl Oscar von Porat. Iulus microporus ingår i släktet Iulus och familjen kejsardubbelfotingar. Inga underarter finns listade i Catalogue of Life.